# Panthay

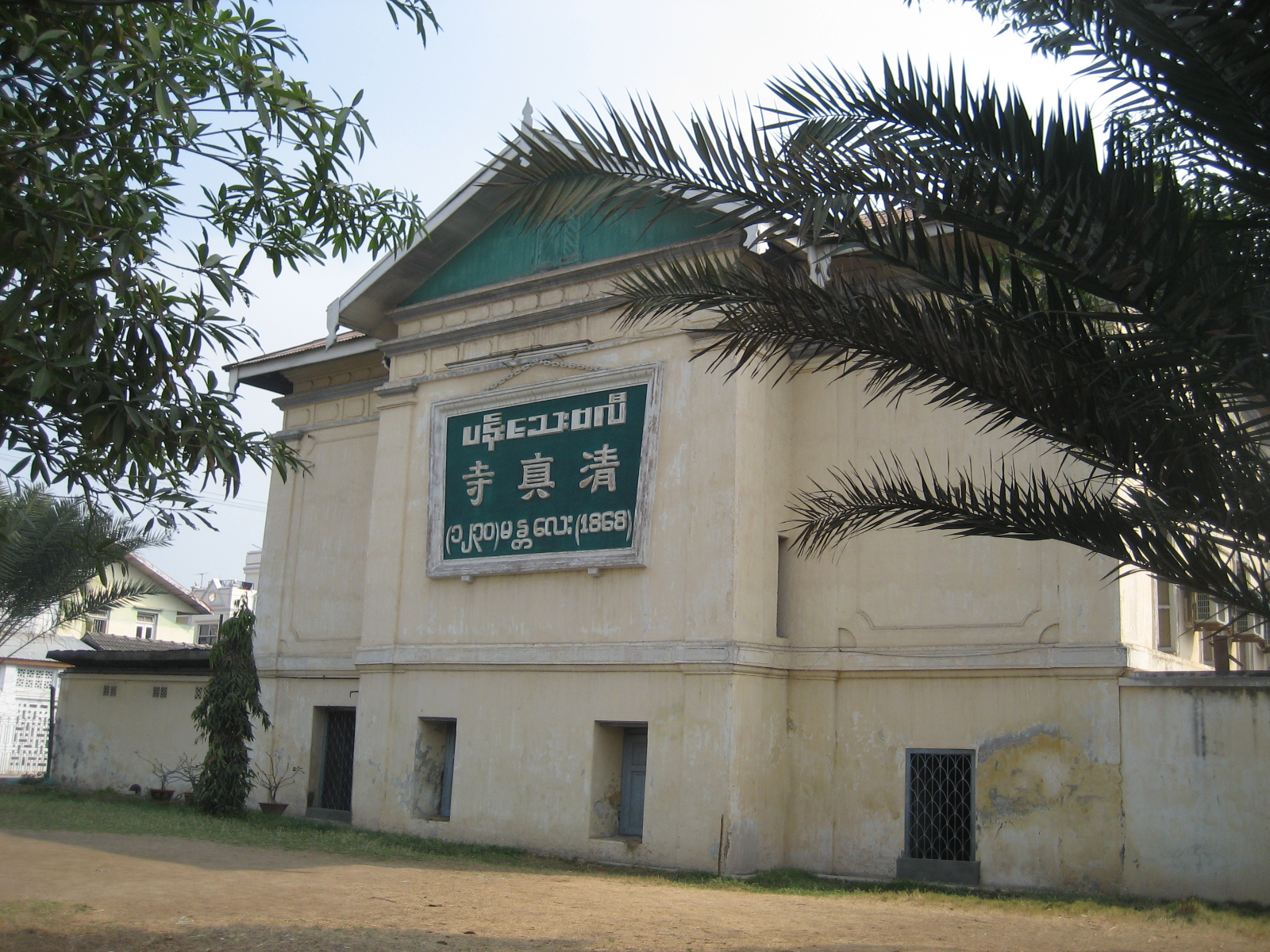
Nhà thờ Hồi giáo Panthay ở Mandalay

Panthay (tiếng Miến Điện: ပန်းသေးလူမျိုး; MLCTS: pan: se: lu myui:; tiếng Trung: 潘泰) là người Hồi giáo Trung Quốc di cư đến Myanmar. Họ là nhóm người Hoa lớn nhất ở Myanmar, và cư trú chủ yếu ở khu vực phía bắc Myanmar (trước đây gọi là Thượng Myanmar), đặc biệt là ở khu vực Tangyan, Maymyo, Mandalay, Taunggyi và bang Shan. Một số người gọi Panthay là nhóm người Hồi giáo Trung Quốc lâu đời nhất ở Myanmar. Họ là con cháu người Hồi (Hui hoặc Huihui: Hồi Hột) di cư từ Vân Nam Trung Quốc đến. Do sự hòa trộn và khuếch tán văn hóa, Panthay không còn là một nhóm khác biệt như trước đây.

## Từ nguyên
Tên Panthay là một từ thuần Myanmar, được cho là giống hệt với từ Shan "Pang hse" . Đó là tên người Myanmar gọi người Hồi di cư từ tỉnh Vân Nam Trung Quốc đến . Tại Vân Nam tên dân tộc là người Hồi (回族) hoặc "Hồi Hột" và không bao giờ là "Panthay" .